# Kurzeniec (gmina)
Kurzeniec – dawna gmina wiejska istniejąca do 1939 roku w woj. nowogródzkim/Ziemi Wileńskiej/woj. wileńskim (obecnie na Białorusi). Siedzibą gminy było miasteczko Kurzeniec (1629 mieszk. w 1921 roku).
Na samym początku okresu międzywojennego gmina Kurzeniec należała do powiatu wilejskiego w woj. nowogródzkim. 13 kwietnia 1922 roku gmina wraz z całym powiatem wilejskim została przyłączona do objętej władzą polską Ziemi Wileńskiej, przekształconej 20 stycznia 1926 roku w województwo wileńskie. 1 kwietnia 1932 roku do gminy Kurzeniec przyłączono część obszaru zniesionej gminy Iża.
Po wojnie obszar gminy Kurzeniec wszedł w struktury administracyjne Związku Radzieckiego.

## Demografia
Według Powszechnego Spisu Ludności z 1921 roku gminę zamieszkiwało 7283 osób, 570 było wyznania rzymskokatolickiego, 5559 prawosławnego, 1139 mojżeszowego a 15 mahometańskiego. Jednocześnie 1877 mieszkańców zadeklarowało polską, 4561 białoruską, 828 żydowską, 15 rosyjską, 1 litewską a 1 ukraińską przynależność narodową. Były tu 1252 budynki mieszkalne.